# Chambre professionnelle de la médiation et de la négociation
Pour les articles homonymes, voir CSM.
 (mars 2022).
Si vous disposez d'ouvrages ou d'articles de référence ou si vous connaissez des sites web de qualité traitant du thème abordé ici, merci de compléter l'article en donnant les références utiles à sa vérifiabilité et en les liant à la section « Notes et références ».
La Chambre professionnelle de la médiation et de la négociation (CPMN) est une chambre syndicale française qui représente les professionnels de la médiation.

## Histoire
L'Union nationale des médiateurs, chambre syndicale de la médiation (UnaM CsM) est créée à Lyon le 8 décembre 2001 pour représenter des professionnels de la médiation, à l'initiative de professionnels du droit civil, des avocats, des notaires, ainsi que des experts judiciaires, des spécialistes des ressources humaines et des consultants d'entreprise.
En juin 2007, l'UnaM CsM est renommée Chambre professionnelle de la médiation et de la négociation (CPMN).
Elle met en place en 2009 un réseau de médiation professionnelle, ViaMediation, qui établit des conventions de recours à la médiation avec les entreprises.
La CPMN est l'organisatrice des premières rencontres scientifiques de la résolution des conflits à Paris, le 20 mars 2009. Cet événement est placé sous le haut patronage du Ministère du Travail, des Relations sociales, de la Famille, de la Solidarité et de la Ville.

### Éthique et déontologie
La chambre de la médiation a élaboré un Code d'éthique et de déontologie des médiateurs, traduit en portugais et allemand, de novembre 2004 à mai 2006, organisant une consultation publique sur un forum internet pendant plus d'un an. Ce code a reçu l'acronyme Codeome. Il encadre désormais les conditions d'exercice des médiateurs professionnels qui y souscrivent.
Le Codeome a inspiré la définition du cadre éthique de l'activité des médiateurs Québécois, réunis au sein de l'Institut de médiation et d'arbitrage du Québec, ainsi que des définitions plus minimalistes d'un regroupement français dont les travaux précurseurs ont été conduits par l'Association des médiateurs européens créée à l'initiative du barreau de Paris, entaché cependant et notamment de l'erreur de localiser la CPMN en Belgique et en tirant la conclusion qu'il s'agit des principes de la médiation professionnelle en vigueur dans ce pays.

## Prises de position
- En décembre 2007, la CPMN a pris position pour une liberté du mariage et du divorce ; impliquant une déjudiciarisation du divorce, lequel ne doit en aucune manière être placé sous la surveillance des notaires[7].
- En janvier 2008, la CPMN intervient auprès des trois institutions européennes pour présenter ses propositions relatives à la directive européenne relative à la médiation civile et commerciale, et notamment en proposant la médiation obligatoire avant toute procédure judiciaire. Elle obtient que la médiation soit définie comme processus structuré et non comme il était prévu dans les rédactions de la directive comme procédure.
- En mars 2008, la CPMN prend position sur le travail de la commission Guinchard, chargée par le ministre de la justice, Rachida Dati, de réfléchir à une nouvelle répartition des contentieux. Au regard du fait qu'un conflit judiciarisé aboutit à la privation de la liberté de décision des personnes, la CPMN propose que la médiation soit un préalable à toute procédure judiciaire en matière civile et commerciale.
- En juin 2008, le président de la CPMN est consulté au Maroc, lors d'une conférence de presse à Rabat, sur le conflit du Sahara occidental.
- En décembre 2008, la Commission Européenne attribue un budget de développement pour le WikiMediation, sur une période de lancement de 18 mois. Le WikiMediation est prévu pour être ouvert en français, anglais et portugais sur le principe des sites collaboratifs.
- Février 2009, LeMonde.fr[8] interviewe le président de la CPMN concernant les multiples nominations de médiateurs par le gouvernement et notamment le conflit en Guadeloupe et Martinique.
- Mars 2010, Le cabinet Cabinet Technologia préconise la formation des médiateurs professionnels titulaires du Certificat d'aptitude à la profession de médiateur et l'intervention des médiateurs de la CPMN pour mettre en place un dispositif de médiation interne en vue de la prévention des risques psycho-sociaux[9].
- Novembre 2011, la CPMN dénonce l'anti-constitutionnalité de l'ordonnance de transposition en France de la directive européenne sur la médiation civile et commerciale et fait observer qu'il s'agit d'une transposition régressive sur la liberté individuelle[10]
- Octobre 2012, la CPMN et les deux autres organisations de la médiation professionnelle (l'école professionnelle de la médiation et de la négociation et ViaMediation), affirment leur détermination à promouvoir la médiation préalable obligatoire aux actions judiciaires au civil, ainsi que la mise en place de la médiation pour les affaires correctionnelles et criminelles. Ces trois organisations participent à la création de l'Union Européenne des Médiateurs pour soutenir la médiation obligatoire en Italie et sa mise en place dans tous les états membres.
- Octobre 2013, la CPMN annonce lors de son Symposium à la Bibliothèque Nationale de France, l'initiation du "droit à la médiation". Jean-Louis Lascoux indique qu'il s'agit de faire reconnaître un droit constitutionnel fondé sur l'article 1er de la déclaration universelle des droits de l'homme : "Tous les hommes naissent libres...". Le droit à la médiation devra permettre d'entretenir cet état de liberté, tandis que les moyens mis en œuvre actuellement en sont privatifs.
- Octobre 2014, Henri Sendros-Mila devient président de la CPMN [11]
- Mars 2015, la CPMN communique sur une première avancée concernant le "droit à la médiation" avec le décret du 11 mars 2015 qui préconise le recours à la médiation avant toute procédure judiciaire au civil.
- Octobre 2021, première semaine de promotion du paradigme de l'Entente et de l'Entente Sociale versus le paradigme du Contrat et du Contrat Social. Ce nouveau paradigme promu par la profession de médiateur fait évoluer les modes de décision et de gouvernance. Il est inscrit dans le référentiel de la profession de médiateur[12].
- Décembre 2021, Les 4 Contributions de la CPMN aux Etats Généraux de la Justice : 1. formation des médiateurs intervenant dans les contextes judiciarisés, 2. formation des mégistrats, 3. reconnaissance constitutionnelle du droit à la médiation, 4. La CPMN, son rôle et ses actions [13]
- Janvier 2023, Propositions pour la réforme de la justice [14]